# Houtsnippers

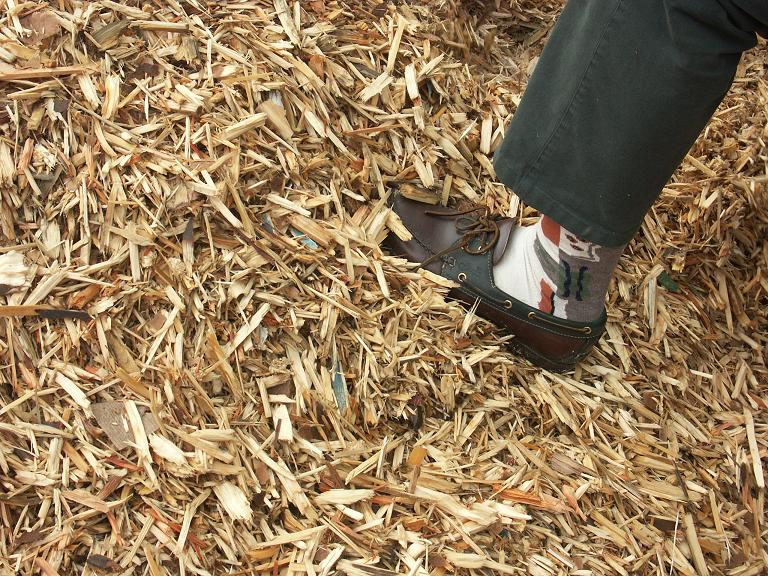
Houtsnippers of hakselhout

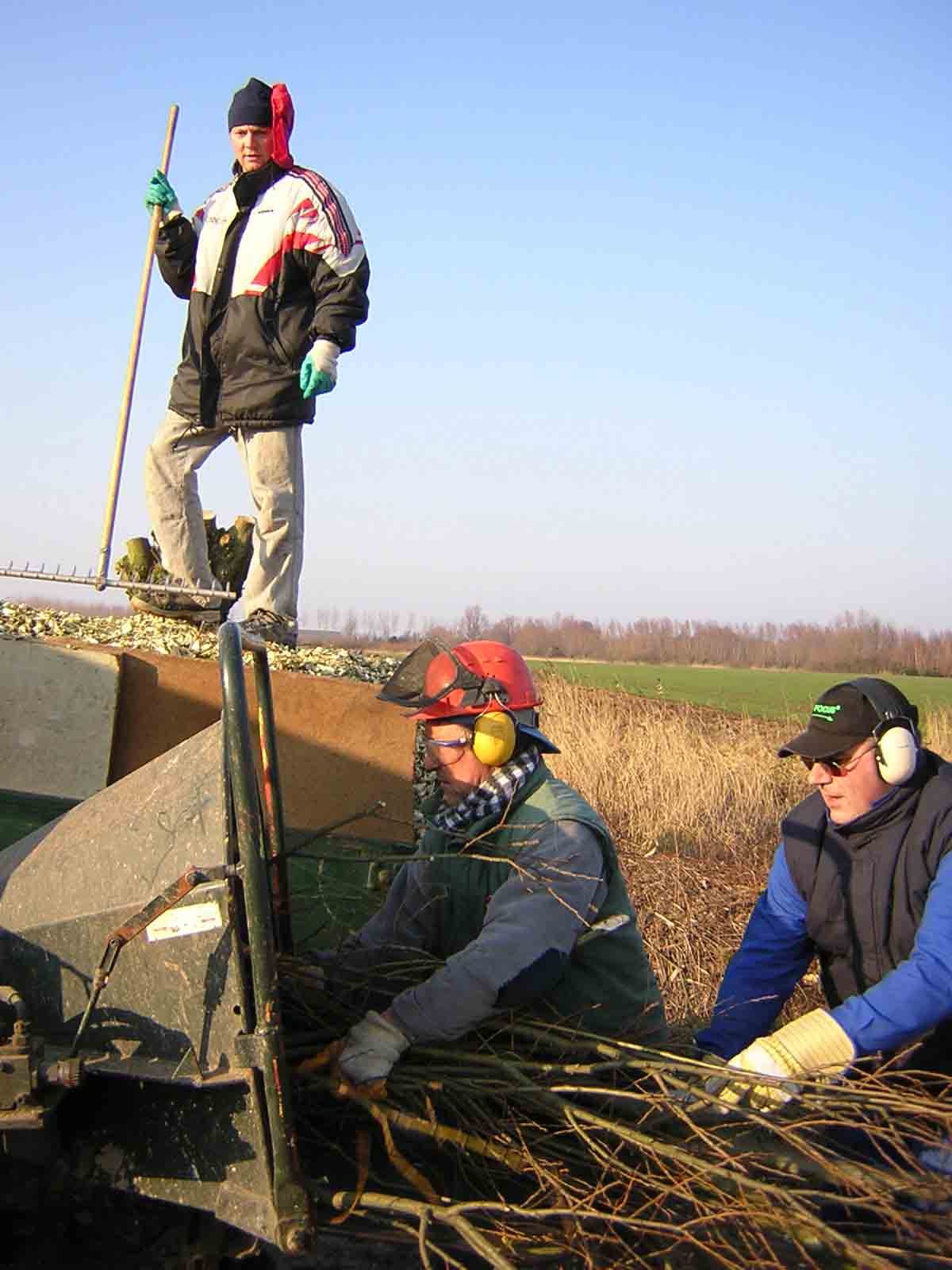
Vrijwilligers van Natuurpunt hakselen takken tot houtsnippers na het knotten van wilgen

Houtsnippers zijn snippers afkomstig van bijvoorbeeld het knotten of snoeien van bomen, waarna het hout is vermalen met behulp van een versnipperaar. De versnipperaar van dit hout wordt ook hakselaar genoemd.

## Gebruik
- Houtsnippers voor de winning van houtvezels.
- Houtsnippers kunnen worden gebruikt als padbedekking. Het maakt niet uit of ter plekke extra stikstof aan de bodem onttrokken wordt, aangezien er op het pad geen planten hoeven groeien.
- Ze worden ook gebruikt als bodembedekking (mulch) in plantentuinen om ze tussen de planten en struiken te strooien zodat ze helpen het onkruid te onderdrukken.
- Men vindt ze ook in moestuinen als bedekking van de wegeltjes tussen de groentebedden. Tuinders gebruiken hier geen hout van naaldbomen om de tuin niet te verzuren.
- Composteringsprocessen worden bevorderd door houtsnippers te mengen onder het organisch groen materiaal.
- Er bestaan reeds kleine elektriciteitscentrales waar door gebruik van houtsnippers groene stroom wordt geproduceerd. Een voorbeeld hiervan staat in Cuijk.